# Valanga isolata
Valanga isolata är en insektsart som beskrevs av Willemse, C. 1955. Valanga isolata ingår i släktet Valanga och familjen gräshoppor. Inga underarter finns listade i Catalogue of Life.